# Хёксин (станция метро)
«Хёксин» (кор. 혁신 — «Обновление») — станция Пхеньянского метрополитена. Расположена на линии Хёксин между станциями «Чонсын» и «Консоль».
Открыта 9 октября 1975 года в составе пускового участка линии Хёксин «Рагвон» — «Хёксин».